# Coenred de Northúmbria
Coenred (també escrit Cenred o Cuidine) fou rei de Northúmbria des del 716 fins al 718.
El cronista del segle xiv, John de Fordun diu que ell va arribar al poder després de matar el seu predecessor Osred i que era un descendent d'Ida de Bernícia, però que era el primer de la seva branca familiar que assumia el govern de Northúmbria. En els Annals de l'Ulster consta la mort d'un Cuidine rei dels saxons, en la secció de l'any 718, notícia que gairebé amb certesa es refereix a Coenred de Northúmbria.
Guillem de Malmesbury diu d'ell que havia "sortit de la mateixa tassa" que Osred, que és com dir que era un jove vigorós amant de la vida dissoluta, cruel i agosarat. Es desconeix de quina manera va morir, però se sap que va ser succeït pel seu germà o germanastre Osric. Un altre germà de Coenred, anomenat Ceolwulf, també va ser rei després d'Osric.